# سیواساگر
سیواساگر (به انگلیسی: Sivasagar) یک منطقهٔ مسکونی در هند است که در Sivasagar district واقع شده‌است. سیواساگر ۵۰٬۷۸۱ نفر جمعیت دارد و ۹۵ متر بالاتر از سطح دریا واقع شده‌است.